# 나가사와 미키
나가사와 미키는 일본의 성우이다. 아토믹 몽키 소속. 후쿠시마현 고리야마시 출신(태생은 홋카이도 오비히로시).

## 출연작

### TV 애니메이션
1994년
- 마크로스7(오퍼레이터)

1995년
- 신세기 에반게리온(이부키 마야)

1996년
- 기동전함 나데시코(마키 이즈미)
- 기동신세기 건담X(파라 시스)
- 용자지령 다그온(토베 마리아,건키드)

1997년
- 흡혈희 미유(미유)

1998년
- GTO(키자키 히토)
- 아키하바라 전뇌조(센가쿠지 카모메)
- 프린세스 나인(하야카와 료)
- 카우보이 비밥(쥬디, 아이)
- 트라이건(미셀 #10)
- 명탐정 코난(시모카사 미나호)

1999년
- 성방천사 엔젤링크스(제시아)
- 세라핌콜(무라사메 시온)
- 원피스(라사 #98)
- 장갑 구조대 레스톨(오밍)

2000년
- Boys Be(칸자키 유미)
- 여신후보생(키즈나 투릭)
- 진 여신전생 데빌칠드런(파이몬)

2001년
- 게이트키퍼즈(오치아이 케이코)
- RAVE(로자)
- 캡틴츠바사(오오카와 마나부 소년시절)
- 후루츠 바스켓(소우마 쿄우의 어머니)
- 다!다!다!(그와바)

2002년
- 육상방위대 마오(미시마 카고메)
- 기강선녀 로우란(아사미 쇼, 유리)

2004년
- 마이-히메(쿠가 사에코<나츠키의 모> #9)
- 오늘부터 마왕(라이라)
- 메조(사쿠라다 사쿠라)

2005년
- 눈의 여왕(아모르)

2006년
- 나루토(토키 #166,167)
- 금색의 코르다 ~Primo Passo~(카호코의 언니 #4,13)
- ZEGAPAIN(사라 #21)
- 명탐정 코난(오키노 료코 #390~ , 이전은 아마노 유리)

2007년
- 러키☆스타(라미카 #10)
- CLAYMORE(헬렌)
- 기신대전 기간틱포뮬러(신시아 #8)
- 클레이모어(헬렌)

2008년
- 사후편지(사원 #7)
- 야쿠시지 료코의 괴기사건부(미조노기 키쿠코 #1,2)
- 비밀 ~톱 시크릿~ The Revelation(하치야 미유키 #21)
- RD 잠뇌조사실(비서 #24)

2009년
- 겐지 이야기 천년기 Genji(로쿠노기미)

### OVA
1993년
- 블랙잭(로렌스)

1994년
- 마크로스 7 미방영판(제시카)
- 키 더 메탈 아이돌(쿠리야가와 사쿠라, 토시히코)

1998년
- 청의 6호(뮤티오)

2000년
- 엑스 드라이버(사카키노 리사)

2001년
- 러브히나 미방영판(아오야마 츠루코<모토코의 언니>)

2004년
- 건담 이글루 - 1년 전쟁비록(모니크 캐딜락)

### 극장판
1997년
- 신세기 에반게리온 데스&리버스(이부키 마야)
- 신세기 에반게리온 End of Evangelion(이부키 마야)

1998년
- 기동전함 나데시코 The Prince of Darkness(마키 이즈미)

2002년
- 엑스 드라이버 극장판(사카키노 리사)

### 게임
1998년
- ADVANCED V.G.2(야지마 사토미)
- 미츠메테 나이트(테디 아데레이트)
- 미소녀 닌자 모험기1~하늘을 가르는 검~(카노)
- 통곡 그리고…(사사모토 리요)
- 에리의 아틀리에 ~잘부르그의 연금술사2~(에르피르 트라움(에리))

1999년
- 미소녀 닌자 모험기2~충푼의 장~(카노)

2001년
- 파이널 판타지X(셰린다)
- CAPCOM VS. SNK 2 MILLIONAIRE FIGHTING 2001(캐미, 마키)

2002년
- 테일즈 오브 팬덤Vol.1(프리무라 룻소)
- 로맨스는 검의 빛II(리나 카마인)

2003년
- 파이널 판타지X-2(셰린다)